# پناهگاه صخره‌ای درون کل ۲
پناهگاه صخره‌ای درون کل ۲ مربوط به دوران پارینه‌سنگی است و در شهرستان کوهدشت، بخش مرکزی، دهستان گل گل، روستای بره کلک واقع شده و این اثر در تاریخ ۷ اسفند ۱۳۸۶ با شمارهٔ ثبت ۲۱۳۷۰ به‌عنوان یکی از آثار ملی ایران به ثبت رسیده است.